# 01MESSENGER 〜電子狂の詩〜
「01MESSENGER 〜電子狂の詩〜」（ゼロワンメッセンジャー でんしきょうのうた）は、サザンオールスターズの楽曲。自身の39作目のシングルとして、タイシタレーベルから8cmCD・7インチレコードで1997年8月21日に発売された。
2005年6月25日には12cmCDとして再発売されている。2014年12月17日からはダウンロード配信、2019年12月20日からはストリーミング配信が開始されている。
一部のメディアやCDジャケットではタイトルの「0」の中にスラッシュが入った表記（斜線付きゼロ）があるが、ブラウザ等により表記できないため、公式サイトの表記に従う。

## 背景・リリース
前作「太陽は罪な奴」から約1年2か月ぶりとなるシングル。

## 収録曲
- 収録時間：9:16

1. 01MESSENGER 〜電子狂の詩〜 (4:52)
（作詞・作曲：桑田佳祐 / 編曲：サザンオールスターズ / 管編曲：山本拓夫）
日産自動車『ルキノ』CMソング。
リリースした当時に少しずつ社会に普及し始めていたパソコンやインターネットに対する問題提起が歌われた楽曲[10]。歌詞の内容や曲調・アレンジに関してはレディオヘッドの『OK コンピューター』からの影響が指摘されている[11]。当時桑田はレコーディングエンジニアと共にライブを観に行くほどレディオヘッドから影響を受けていた[12]。
ミュージック・ビデオでは、桑田がルパン三世、俳優の杉本哲太が銭形警部を想起させるキャラクターに扮するシーンや、ライブハウスでの演奏シーンなどが含まれている[13]。
ドームライブでこの曲を演奏したいがために、桑田はわざとライブ『おいしい葡萄の旅』内に「裏サザンのコーナー」を作り、実際に同コーナー内で演奏した[14]。
2. SEA SIDE WOMAN BLUES (4:24)
（作詞・作曲：桑田佳祐 / 編曲：サザンオールスターズ）

## 参加ミュージシャン
- 桑田佳祐:Vocal, Guitar(#1,2)
- 大森隆志:Guitar(#1,2)
- 原由子:Keyboards(#1,2)
- 関口和之:Bass(#1,2)
- 松田弘:Drums(#1,2)
- 野沢秀行:Percussion(#1,2)

- 01MESSENGER 〜電子狂の詩〜
  - 小倉博和:electric guitar
  - 山本拓夫:tenor & baritone sax
  - 村田陽一:trombone & bass trombone
  - 荒木敏男:trumpet
  - 角谷仁宣:computer programming
- SEA SIDE WOMAN BLUES
  - 小倉博和:gut guitar, rap steel
  - 角谷仁宣:computer programming

## 収録アルバム
| 曲名                       | 作品名                          | 備考 |
| -------------------------- | ------------------------------- | --- |
| 01MESSENGER 〜電子狂の詩〜 | さくら                          | 桑田曰くシングルバージョンを聴き直した当時に納得がいかなかったため、ボーカル以外全く違ったアレンジになっており、タイトルも「(The Return of) 01MESSENGER 〜電子狂の詩〜 <Album Version>」と変更されている。 |
| 01MESSENGER 〜電子狂の詩〜 | 海のOh, Yeah!!                  | シングルバージョンを収録。理由はアルバム選曲に伴い改めて聴き直したところ、「こっちも案外悪くないぞ」と考え直したためであるという。                                                                         |
| SEA SIDE WOMAN BlUES       | さくら                          | |
| SEA SIDE WOMAN BlUES       | バラッド3 〜the album of LOVE〜 | |
| SEA SIDE WOMAN BlUES       | 海のOh, Yeah!!                  | |

## ミュージック・ビデオ収録作品
| 曲名                       | 作品名                                      | 備考                       |
| -------------------------- | ------------------------------------------- | -------------------------- |
| 01MESSENGER 〜電子狂の詩〜 | SPACE MOSA 〜SPACE MUSEUM OF SOUTHERN ART〜 | 一部のみ収録。現在は廃盤。 |
| SEA SIDE WOMAN BlUES       | 未収録                                      |                            |

## ライブ映像作品
| 曲名                       | 作品名                                        |
| -------------------------- | --------------------------------------------- |
| 01MESSENGER 〜電子狂の詩〜 | 1998 スーパーライブ in 渚園                   |
| 01MESSENGER 〜電子狂の詩〜 | おいしい葡萄の旅ライブ –at DOME & 日本武道館- |
| SEA SIDE WOMAN BlUES       | 未収録                                        |

## カバー
SEA SIDE WOMAN BLUES
- 2011年：前川清 - シングル「SEA SIDE WOMAN BLUES」収録[16]。